# Thomas-tétel
A Thomas-tétel egy szociológiai elmélet, amelyet W. I. Thomas (1863–1947) fogalmazott meg 1928-ban:

„Ha az emberek  valósként határoznak meg egy helyzetet, akkor annak a következményei valósak lesznek.”

Más szóval a lépés oka a helyzet értelmezése. Ez nem objektív értelmezés, hanem a helyzet szubjektív megítélése befolyásolja az ember döntéseit. Még ha van is objektíve helyes értelmezés, nem lényeges a személyek viselkedésének a magyarázatánál.
1923-ban Thomas pontosabban kifejtette, hogy a helyzet bármilyen meghatározása befolyásolja a jelent. Egy sor meghatározás, amelyben az egyén részt vesz, „fokozatosan [befolyásolja] az egyén életfelfogását és a személyiséget” [2]. 

## Klasszikus példák
Az 1973-as olajválság vezetett az úgynevezett „WC-papír-pánik” kitöréséhez. A WC-papírnak a hanyatló olajimport miatt várható hiányáról terjedő szóbeszéd oda vezetett, hogy az emberek megpróbáltak készletet felhalmozni, és ez tényleges hiányt okozott. Ez a hiány, amely mintha igazolná a hírt, egy önbeteljesítő jóslat.
A John Maynard Keynes által kidolgozott szépségverseny-elmélet megindokolja, hogy részvények árfolyama miért nem alakul észszerű elképzelések szerint. Keynes azt feltételezte, hogy sok befektető a döntéseinek a meghozatalánál nem csak saját számításait veszi figyelembe, hanem a többi piaci résztvevő várható következtetéseit is.